# ويليام جون دونالدسون
ويليام جون دونالدسون (بالإنجليزية: William John Donaldson)‏ هو لاعب شطرنج أمريكي، ولد في 24 سبتمبر 1958 في لوس أنجلوس في الولايات المتحدة.

## وصلات خارجية
- ويليام جون دونالدسون على موقع الاتحاد الدولي للشطرنج (الإنجليزية)
- ويليام جون دونالدسون على موقع مباريات الشطرنج (الإنجليزية)
- ويليام جون دونالدسون على موقع Chesstempo.com (الإنجليزية)
- ويليام جون دونالدسون على موقع الاتحاد الأمريكي للشطرنج (الإنجليزية)